# 大江川 (海津市)
大江川（おおえがわ）は、木曽川水系の一級河川。岐阜県海津市を流れる。揖斐川を経て伊勢湾に至る木曽川の2次支川。

## 地理
岐阜県海津市の千代保稲荷神社（通称：お千代保稲荷）西方の大榑川左岸付近から発生するいくつかの流れが源流。旧平田町の中心部今尾付近で大江川となり、南に流れる。旧海津町内は標高差がほとんどなく、流れが緩やかで蛇行し、沼のように広がる部分もある。海津市役所付近を流れ、海津町札野付近で東大江川を合流する。万寿橋あたりから中江川と並行する。中江川の一部の流れを合流し、揖斐川と並行して流れる。木曽三川公園の西側を流れた後、高須輪中の南端、油島大橋下流の治水神社西側で揖斐川に注ぐ。
中下流はブラックバス釣りのポイントとして有名。他にヘラブナやライギョ、海水も浸入するためボラやセイゴも釣れる。

## 主な支流
一級河川のみ記載。
- 東大江川

## その他
カルシウム分を多く含み、プランクトンの発生も多いことから、1965年（昭和40年）よりイケチョウガイを使った淡水真珠養殖が行なわれていた。